# Come as You Are
Come as You Are ist ein Lied der US-amerikanischen Rockband Nirvana mit Text und Musik von Kurt Cobain. Es erschien am 2. März 1992 und war die zweite Singleauskopplung aus ihrem Album Nevermind, das im September 1991 veröffentlicht wurde.

## Single

Gitarrenfigur aus Nirvanas Titel Come as You Are (1991, Nevermind)

Die Single Come as You Are wurde am 2. März 1992 veröffentlicht. Neben der Albumversion des Liedes befinden sich auf der Single der Titel Endless, Nameless und Liveaufnahmen der Lieder School und Drain You, die anlässlich eines Konzertes am 31. Oktober 1991 im Paramount Theatre in Seattle aufgenommen wurden. Endless, Nameless befindet sich als Hidden Track am Ende von Something in the Way auf Nevermind, Drain You als Albumversion ebenso. School wurde auf dem Debütalbum Bleach veröffentlicht.

## Video
Das Musikvideo zeigt in verschiedenen Handlungssträngen zuerst die Performance des Songs durch Nirvana, dann Kurt Cobain der an einem Kronleuchter schaukelt, sowie verschiedene Einzelbilder und Szenen (z. B. einen Revolver, eine Befruchtung und die Szene, aus der wohl das Cover von Nevermind entstand, nämlich ein Baby, das einem Dollarschein an einer Angel hinterherschwimmt).

## Kontroverse
Nach der Veröffentlichung des Liedes kam es mit der englischen Postpunk-Band Killing Joke zum Streit. Diese behauptete, das Hauptriff des Liedes entstamme ihrer Single Eighties. Unterschiedlichen Berichten zufolge verzichtete die Band auf das Einschalten eines Gerichtes nach dem Tod von Kurt Cobain, oder der Fall wurde, bevor es zur Verhandlung kam, abgewiesen. Des Weiteren wurden beide Lieder mit dem Lied Life Goes On der Gruppe The Damned verglichen.

## Kommerzieller Erfolg

### Chartplatzierungen
Come as You Are stieg am 30. März 1992 auf Platz 43 in die deutschen Charts ein und erreichte zwei Wochen später mit Rang 22 die Höchstposition. Insgesamt konnte sich der Song elf Wochen in den Top 100 halten. Besonders erfolgreich war das Lied in Neuseeland und im Vereinigten Königreich, wo es Platz 3 bzw. 9 belegte.

### Auszeichnungen für Musikverkäufe
Come as You Are wurde im Jahr 2023 für über 1,2 Millionen verkaufte Einheiten im Vereinigten Königreich mit einer doppelten Platin-Schallplatte ausgezeichnet.

| Land/Region                  | Auszeichnungen für Musikverkäufe (Land/Region, Auszeichnung, Verkäufe) | Verkäufe  |
| ---------------------------- | ---------------------------------------------------------------------- | --------- |
| Australien (ARIA)            | 7× Platin                                                              | 490.000   |
| Brasilien (PMB)              | Gold                                                                   | 30.000    |
| Deutschland (BVMI)           | Platin                                                                 | 600.000   |
| Frankreich (SNEP)            | Gold                                                                   | 100.000   |
| Italien (FIMI)               | Platin                                                                 | 50.000    |
| Neuseeland (RMNZ)            | 5× Platin                                                              | 150.000   |
| Spanien (Promusicae)         | Platin                                                                 | 60.000    |
| Vereinigte Staaten (RIAA)    | 5× Platin                                                              | 5.000.000 |
| Vereinigtes Königreich (BPI) | 2× Platin                                                              | 1.200.000 |
| Insgesamt                    | 2× Gold · 22× Platin ·                                                 | 7.680.000 |

Hauptartikel: Nirvana (US-amerikanische Band)/Auszeichnungen für Musikverkäufe

## Andere Versionen
Das Lied wurde als Akustikversion (Unplugged Live Version) beim MTV-Unplugged-in-New-York-Konzert gespielt. Eine weitere Version wurde auf Live! Tonight! Sold Out!! veröffentlicht. Eine Demoversion des Liedes, seinerzeit mit einem Ghettoblaster aufgenommen, wurde auf der 2005 erschienenen Zusammenstellung Sliver: The Best of the Box herausgebracht.

## Aberdeen

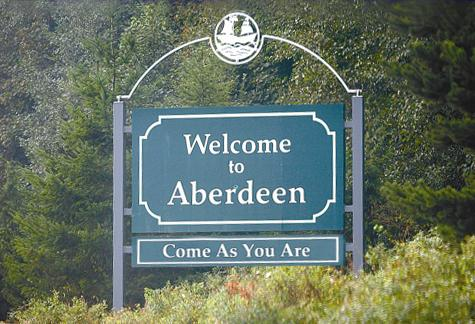
Ortsschild bei der Ortseinfahrt von Aberdeen (2007)

Aberdeen, Kurt Cobains Heimatstadt, änderte 2005 die Aufschrift auf den Ortsschildern. Seither werden Reisende mit dem Slogan „Welcome to Aberdeen – Come As You Are“ begrüßt. Dies geht auf eine Initiative des Kurt Cobain Memorial Committee zurück, die in der Stadt einen Erinnerungspark und ein Jugendzentrum erstellen möchte. Dies wird von manchem als bittere Ironie verstanden, da Cobain zeitlebens seine Abneigung der Stadt gegenüber ausdrückte.